# Martin Matsbo
Martin Johannes Matsbo (* 4. Oktober 1911 in Hedemora; † 6. September 2002 in Södertälje) war ein schwedischer Skilangläufer.
Matsbo, der für den IFK Hedemora, Hudiksvalls IF und den Malungs IF startete, gewann bei den Nordischen Skiweltmeisterschaften 1935 in Vysoké Tatry die Bronzemedaille mit der Staffel. Zudem errang er dort den sechsten Platz über 50 km und den fünften Platz über 18 km. Im folgenden Jahr holte er bei den Olympischen Winterspielen 1936 in Garmisch-Partenkirchen erneut die Bronzemedaille mit der Staffel und belegte zudem den vierten Platz über 18 km. Beim Holmenkollen Skifestival 1937 gewann er den 18-km-Lauf. Auch bei den Nordischen Skiweltmeisterschaften 1938 in Lahti holte er die Bronzemedaille mit der Staffel  lief über 18 km auf den vierten Platz. Bei schwedischen Meisterschaften siegte er 1934 und 1937 über 15 km, 1937 mit der Staffel von Hudiksvalls IF und 1942 mit der Staffel von Malungs IF.